# Campamento residencial de Saudi Aramco en Dhahran
El Campamento Residencial de Saudi Aramco en Dhahran (en en inglés: Saudi Aramco Residential Camp in Dhahran), conocido por sus habitantes como el Campamento Dhahran (en inglés: Dhahran Camp), es la comunidad residencial construida por la compañía petrolera saudí Saudi Aramco para sus empleados. Se encuentra dentro de la ciudad de Dhahran, en la provincia oriental de Arabia Saudita. Hay dos áreas reconocidas por los habitantes en el campamento Dhahran. El primero construido se conoce como Main Camp (campamento principal). Es la parte más antigua y la más concurrida, ya que contiene la mayoría de las tiendas y parques. La otra área, conocida como The Hills (las colinas), es la más tranquila ya que es principalmente residencial. En 2017, Saudi Aramco abrió una nueva área residencial llamada Jebel Heights, que es básicamente una extensión de Dhahran Hills y una expansión para todo el campamento.
El campamento residencial de Dhahran es una Urbanización cerrada en la que solo pueden vivir empleados de Saudi Aramco y sus familiares. Se encuentra cerca del consulado de los Estados Unidos, así como de la base aérea de Dhahran.
El campamento de Dhahran es uno de los 3 complejos residenciales para expatriados establecidos por Saudi Aramco en el oriente de Arabia Saudita, junto con los campamentos en Ras Tanura y Abqaiq. Más tarde, se construyeron otros complejos, como Udhailiyah, Safaniyah y Tanajib. Más recientemente, la compañía estableció áreas de vivienda en varias otras ciudades sauditas, como Jubail, Yanbu, Jeddah y Rabigh. El campamento de Dhahran fue el primer complejo de la compañía, fundado en 1933, tiene una población de 9.700 residentes. En línea con la composición de la fuerza laboral general de la compañía, los residentes son una mezcla de diferentes nacionalidades.

## Geografía
El campamento residencial de Dhahran está a poca distancia al oeste de Al Khobar, la ciudad saudita más cercana a Dhahran. El campamento se encuentra a unos 15 km al sur de Dammam. Dhahran está al noreste de Abqaiq, al sureste de Qatif, y más al norte, Ras Tanura. Baréin también se encuentra a poca distancia en auto hacia el este (aproximadamente 32 kilómetros) a través de una calzada desde Al Khobar.

## Economía
La economía del campamento residencial de Dhahran se basa exclusivamente en una empresa, Saudi Aramco, ya que todos los que viven en el complejo son empleados de la empresa o son dependientes de un empleado. Dhahran ha sido la sede mundial de Saudi Aramco desde su creación y es el centro de las finanzas, exploración, ingeniería, servicios de perforación, servicios médicos, suministro de materiales y otras organizaciones de la compañía.

## Demografía
Aramco tiene varias comunidades autónomas para albergar a sus empleados en la Provincia Oriental, de las cuales Dhahran es la más grande con una población total de aproximadamente 11.000 personas. Mientras que en el pasado, los habitantes del "personal superior" de Dhahran eran principalmente empleados estadounidenses de Saudi Aramco, este ya no es el caso. Debido a la continua necesidad de emplear saudíes en la fuerza laboral (por una política conocida como saudización), los expatriados occidentales ahora son una minoría, tanto en la empresa en su conjunto como en la comunidad residencial de Dhahran.
La comunidad se ha convertido en un mosaico multiétnico de sauditas, otras nacionalidades árabes (por ejemplo, libaneses, egipcios y jordanos), asiáticos, varias nacionalidades de las Américas y británicos. Después de varias décadas de saudización por parte de la compañía, muchas familias sauditas ahora viven en el complejo, que cultural y lingüísticamente todavía está bastante occidentalizado (es decir, las costumbres islámicas se siguen en menor medida allí que fuera del complejo, y el inglés es el idioma común de comunicación y educación).
La comunidad también es inusual demográficamente porque todos los residentes de Dhahran son empleados de Saudi Aramco o sus dependientes; en consecuencia, varios grupos demográficos de edad están subrepresentados, especialmente las personas de 15 a 25 años de edad (Saudi Aramco no ofrece educación secundaria ni universidad para los dependientes de los empleados, así que muchos se van a estudiar a otros lugares) y las personas de 60 años o más (los jubilados dejan la empresa).
Después de más de 75 años de vida comunitaria, Dhahran y los otros 3 complejos sauditas de Aramco han generado varias generaciones de "Aramcons", la mayoría de los cuales ahora residen en sus países de origen en lugar de Arabia Saudita. Sin embargo, los lazos con la comunidad siguen siendo fuertes años después de que los empleados se hayan ido, y los "Aramco Reunions" son celebrados por ex-Aramcons en varios lugares de los Estados Unidos cada dos años. Además, los hijos de los empleados de Saudi Aramco, "Aramco Brats" (traducible al español como "Mocosos de Aramco"), han desarrollado su propia identidad cultural y tienen sus propias reuniones bienales. 

## Transporte
Debido a la modernización de la infraestructura saudí de carreteras, Dhahran está conectada con todos los principales centros urbanos de Arabia Saudita, así como sus vecinos Kuwait, Catar y, a través de una calzada, a Baréin. Saudi Aramco mantiene una carretera para las estaciones de ductos del Oleoducto Transarábigo distribuidas a lo largo de la carretera al noroeste hacia Jordania. Las carreteras conectan Dhahran con los otros complejos principales de Saudi Aramco, Ras Tanura y Abqaiq, y con su comunidad saudita tradicional más cercana, Al Khobar.
La Base Aérea King Abdulaziz, una importante base de la Real Fuerza Aérea Saudí, se encuentra a poca distancia al sur del complejo. El área que ocupa solía albergar uno de los tres principales aeropuertos internacionales de Arabia Saudita, el Aeropuerto de Dhahran (DHA). En la actualidad, el Aeropuerto Internacional Rey Fahd (DMM) sirve a toda el área metropolitana de Dhahran, Dammam, Khobar, Qatif y Al-Thuqbah. DHA también solía contener una sección designada para el Departamento de Aviación de Aramco, desde la cual operaban todos los vuelos operados por la compañía, pero el Departamento de Aviación de Aramco ha trasladado sus servicios a sus propios edificios ubicados cerca del Aeropuerto Internacional King Fahd. La fuerza aérea estadounidense aún mantiene una presencia allí.
Aunque el servicio ferroviario en Arabia Saudita desempeña hoy un papel mucho menor que hace 50 años, todavía existe un ferrocarril industrial con una estación adyacente a Dhahran, que lo conecta con la capital, Riad.
Dentro de la propia empresa, Saudi Aramco ofrece un servicio gratuito de autobuses para sus empleados, tanto dentro del complejo, entre la estación de autobuses entre distritos de Dhahran y cada uno de los otros tres distritos de Aramco, y el servicio de autobuses comerciales en Khobar. El servicio de taxi también está disponible dentro del complejo.

## Telecomunicaciones
El Departamento de Comunicaciones de Saudi Aramco administra las comunicaciones por línea terrestre en Dhahran. Las llamadas locales (es decir, llamadas dentro de la Provincia Oriental) y las llamadas a otros campamentos de Aramco son gratuitas. Las llamadas a ciudades fuera de la Provincia Oriental, a teléfonos móviles y llamadas al extranjero se cobran a las mismas tarifas que las establecidas por Saudi Telecom Company, la compañía nacional saudí de telecomunicaciones.
Se proporciona un servicio de acceso telefónico a Internet de forma gratuita, sin embargo, los servicios ADSL y de fibra óptica cuestan 40 dólares por mes. La organización de comunicación no proporciona comunicaciones móviles, estos servicios son proporcionados por compañías nacionales. 
Todos los periódicos y revistas publicados localmente son propiedad de Saudi Aramco o de grupos especiales de interés comunitario (SIG), y todos son gratuitos. El semanario principal es el periódico Arabian Sun. La mayoría de los periódicos y revistas propiedad de Saudi Aramco están disponibles en línea en el sitio web oficial de Aramco (cualquiera puede solicitar una suscripción impresa sin cargo). Los documentos que son propiedad de SIG están disponibles en línea solo a través de la red interna de Saudi Aramco. Al igual que las publicaciones enumeradas anteriormente, la revista Aramco World (revista de la compañía que habla de temas culturales del Medio Oriente e Islámicos) permite suscripción gratuita en todo el mundo.
Aramco TV (Dhahran TV, y nombrado Canal 3 más tarde) fue el primer canal de televisión en el área del Golfo Pérsico y el segundo en Medio Oriente. Dhahran TV comenzó a transmitir el 17 de septiembre de 1957. Aunque originalmente estaba en inglés, luego comenzó a transmitir en árabe. En 1970, se había convertido en un canal comercial gratuito en inglés después de que el primer canal saudí comenzara a transmitir en 1966. Hasta la Guerra del Golfo, el Canal 3 era la única estación de televisión en inglés disponible y, a veces, era objeto de bromas por su emisión de programas de entretenimiento anticuados y censurados, y un noticiero nocturno insípido. La programación incluía anuncios en caligrafía que anunciaban tiempos de oración y espectáculos que estaban fechados. El canal no pudo mostrar ningún beso entre hombres y mujeres. La mayoría de los residentes de Dhahran usaban su televisor para mirar cintas de VHS o jugar videojuegos. La atracción principal de Canal 3 fue que transmitió documentales bien hechos sobre la historia, cultura, gastronomía y medio ambiente del Medio Oriente.
La desaparición del Canal 3 se debió al hecho de que los residentes de Dhahran comenzaron a obtener otras opciones para el entretenimiento en inglés y la televisión de noticias. A principios de la década de 1990, la primera Guerra del Golfo dio a los residentes de Dhahran la posibilidad de adquirir el Servicio de Radio y Televisión de las Fuerzas Armadas. A fines de la década de 1990, los servicios de televisión satelital se estaban volviendo más asequibles y ofrecían una selección más amplia de noticias comerciales y programas de entretenimiento menos censurados y más contemporáneos. El resultado fue que en 1998, Saudi Aramco suspendió el canal.

## Educación
Dentro del propio complejo, Saudi Aramco opera dos escuelas primarias, la Dhahran Hills School y la Dhahran School. La compañía nunca ha proporcionado un nivel de educación secundaria, que solía obligar a los empleados a enviar estudiantes dependientes fuera del país después del noveno grado para la escuela secundaria y la universidad. Desde 2002, sin embargo, el campus Dhahran del Grupo de Escuelas Internacionales (ISG), ubicado dentro a 1,5 kilómetros del complejo Saudi Aramco en Dhahran, ha ofrecido educación curricular según el modelo de Estados Unidos hasta el 12º grado, lo que permite a los residentes de Dhahran enviar a sus hijos allí después de abandonar el sistema escolar Saudi Aramco, si lo desean.
Las escuelas de Dhahran emplean un currículo basado en el de Estados Unidos. Los hijos de los empleados expatriados de Saudi Aramco de cualquier nacionalidad pueden asistir, sin embargo, los hijos de los empleados sauditas no pueden asistir a menos que tengan un permiso especial del Ministerio de Educación (muy rara vez se da y solo temporalmente). Hasta 1980, a los empleados sauditas que vivían en el campamento se les permitió registrar a sus hijos en la escuela de la empresa, pero a partir de entonces se aplicaron las regulaciones del Ministerio de Educación de Arabia Saudita.